# Chapman Guitars
Chapman Guitars és una empresa que fabrica guitarres elèctriques amb seu al Regne Unit, fundada i dirigida per Rob Chapman, un personatge popular a YouTube. L'empresa es distingeix perquè les característiques dels models que surten al mercat les trien persones subscriptores amb votacions en línia. La filosofia de l'empresa és fer guitarres de la més alta qualitat possible amb un pressupost assequible, cosa que fa que siguin una bona base per fer modificacions.
El primer model de la marca va ser l'ML-1, amb cos de caoba, un estil Stratocaster i un claviller invertit negre. Es fabricava a la Xina (per abaratir costos) i portava pastilles fetes als Estats Units segons les especificacions del propietari, amb un preu inicial de 385 € (299 £) en la primera ronda de producció, però que es va poder reduir fins a 255 € (199 £) en la segona ronda. Poc després de la sortida al mercat, els compradors de la guitarra es queixaven d'un mal treball de trasts i d'un mal acabat general.
La mala qualitat va fer optar per traslladar la producció de Chapman Guitars a World Musical Instruments, a Corea del Sud. Allà es va començar a produir de nou l'ML-1, l'ML-2, els models Signature i la resta de guitarres de l'empresa.

## Rob Chapman[calcitació]
Rob Chapman, a més a més de ser el propietari de Chapman Guitars, és un personatge molt famós a YouTube (ha sobrepassat els quatre-cents mil subscriptors) on penja vídeos amb la col·laboració de Lee Anderton, més conegut com "The Captain", i Rabea Massaad des de l'any 2006.
El contingut es basa en proves o "reviews" de material musical, generalment guitarres, amplificadors i efectes, donant-los un toc d'humor sofisticat, cosa que els aporta el seu característic distintiu, tot i que també penja algun videoblog. Hi ha qui els compara amb el programa d'automoció mundialment famós Top Gear, però en el món de la música. Els vídeos són en anglès.
El material utilitzat en les proves és cedit per Andertons Music Co, centre comercial musical britànic. Allí també es troba el set de rodatge i on graven vídeos fora del set. Andertons Music Co distribueix guitarres Chapman.
Rob Chapman també és cantant i guitarrista rítmic de la banda Dorje, de la qual també n'és membre Rabea Massaad. La banda fa servir guitarres i baix de la marca Chapman Guitars.
Victory Amps, marca d'amplificadors, té un capçal signature de Rob Chapman.